# Речки (Лаптихинское сельское поселение)
Речки — опустевшая деревня в Бежецком районе Тверской области. Входит в состав Лаптихинского сельского поселения.

## География
Находится в восточной части Тверской области на расстоянии приблизительно 8 км по прямой на запад-юго-запад от районного центра города Бежецк.

## История
Деревня была отмечена еще на карте 1825 года. В 1859 году здесь (деревня Бежецкого уезда Тверской губернии) было учтено 13 дворов, в 1978 — 7.

## Население
Численность населения: 86 человек (1859 год), 0 как в 2002 году, так и в 2010.